# Markus Ferber

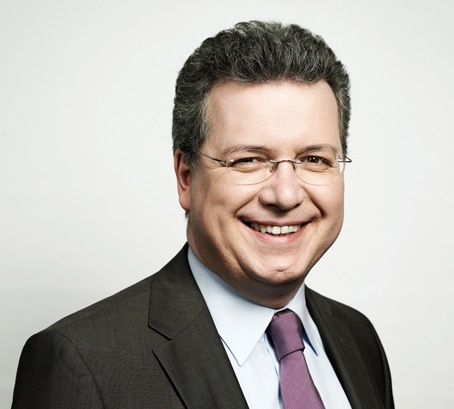
Markus Ferber (2009)

Markus Ferber este un om politic german, membru al Parlamentului European în perioada 1999-2004 din partea Germaniei.
1. 1 2  Deputații în Parlamentul European
2. ↑  Deputații în Parlamentul European